# Wasserbillig
Wasserbillig (Luxemburgs: Waasserbëlleg) is een plaats in de gemeente Mertert in oostelijk Luxemburg. In 2011 had Wasserbillig 2.627 inwoners, waarmee het de grootste plaats is in de gemeente. Het ligt aan de monding van de Sûre in de Moezel, de grensrivieren met Duitsland. Een veerpont verbindt Wasserbillig met het Duitse Oberbillig op de zuidoever van de Moezel. Wasserbillig is met 130 meter boven zeeniveau de laagstgelegen plaats in Luxemburg.

## Sport en recreatie
Wasserbillig is gelegen aan de Europese wandelroutes E2 en E3. De E2 loopt van noordwest Schotland naar Nice; de E3 van Portugal naar de Zwarte Zee. Ter plaatse is de E2 ook bekend als de in Nederland populaire wandelroute GR5.

## Verkeer en vervoer
Aan de noordelijke rand van Wasserbillig bevindt zich de A1/E44, die loopt van Luxemburg tot aan de Duitse grens. Deze grensoverschrijdende snelweg naar de Duitse A64, heeft de verkeersdrukte in Wasserbillig sterk verminderd. De hoofdweg van het dorp ("Grand Rue") steekt de Sûre over met een boogbrug en verbindt de plaats met de naburige gemeente Wasserbilligerbrück. Aan de Duitse kant van de Sûre begint de B418 naar Echternacherbrück. Een veerboot verbindt het dorp met Oberbillig in Duitsland.

## Trivia
Wasserbillig heeft de grootste vestiging van ExxonMobil binnen Luxemburg. Dit tankstation ligt aan de A1 van Luxemburg stad naar Trier. Een flink deel van de klanten bestaat uit Duitsers die vanwege de lagere accijnzen in hun kleine buurland komen tanken.

## Geboren
- Jacques Santer (1937), politicus, premier van Luxemburg (1984-1995) en voorzitter van de Europese Commissie (1995-1999)
- Jeannot Moes (1948), voetbaldoelman

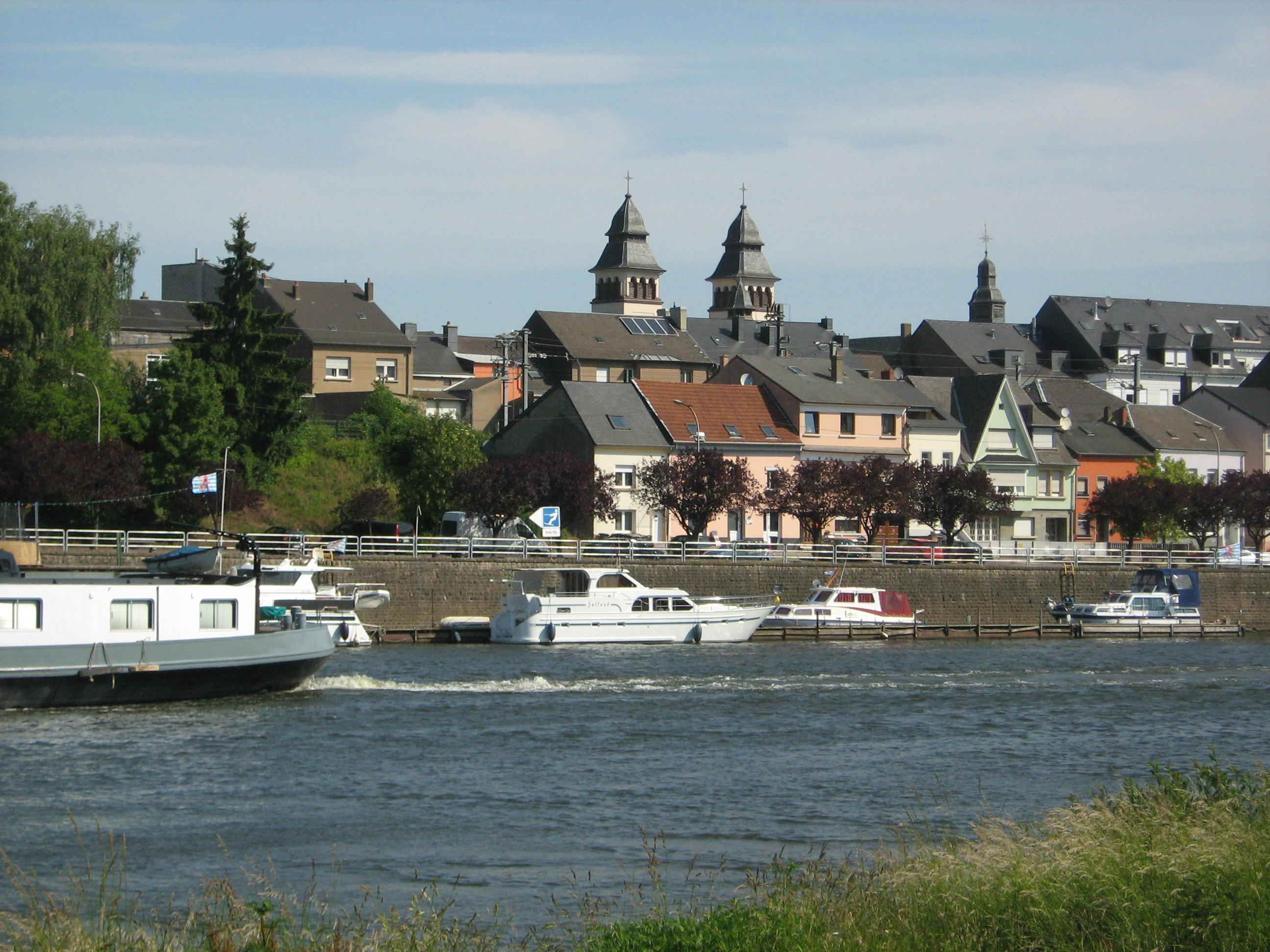
De Moezel in Wasserbillig
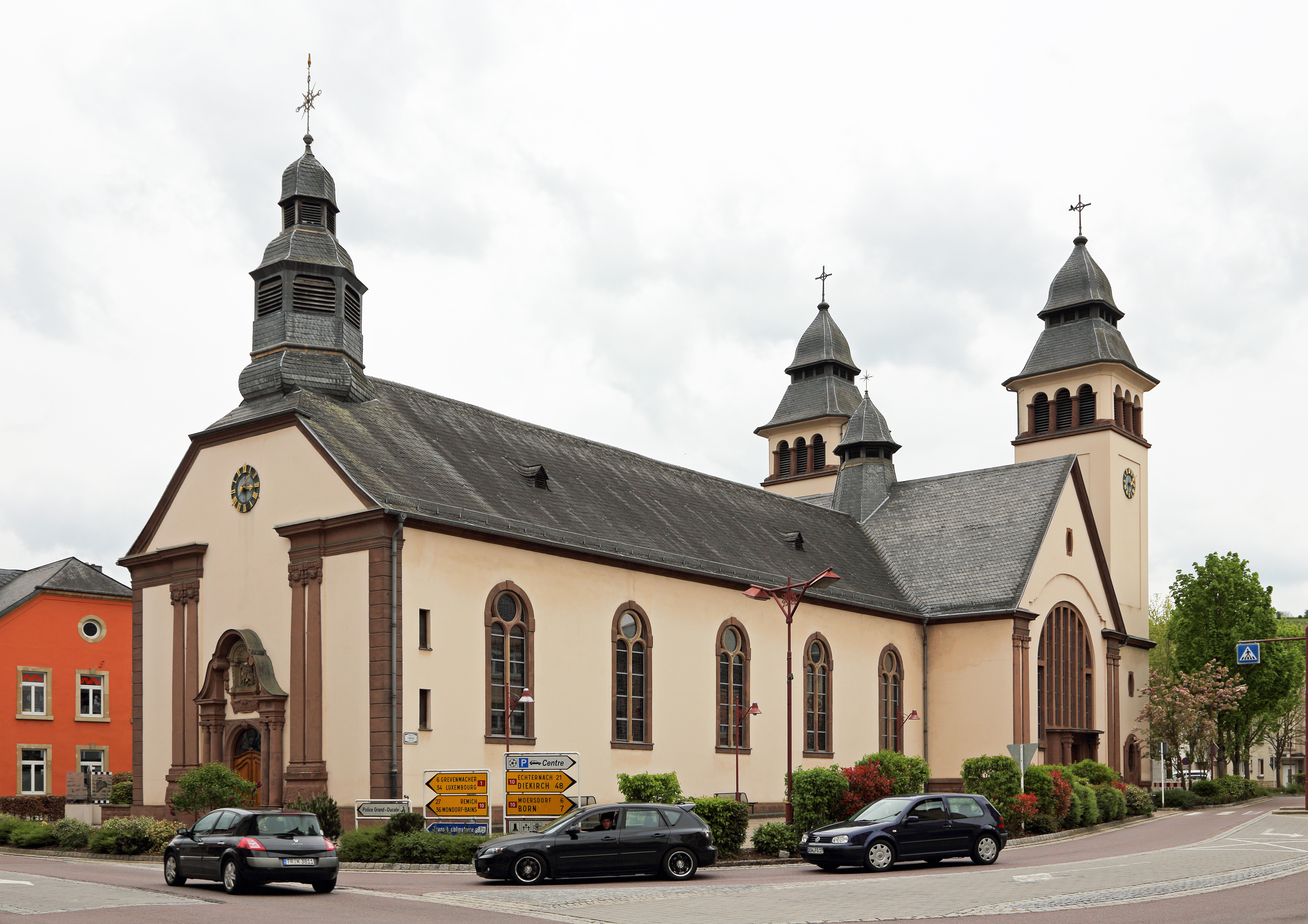
De Sint-Martinuskerk in Wasserbillig
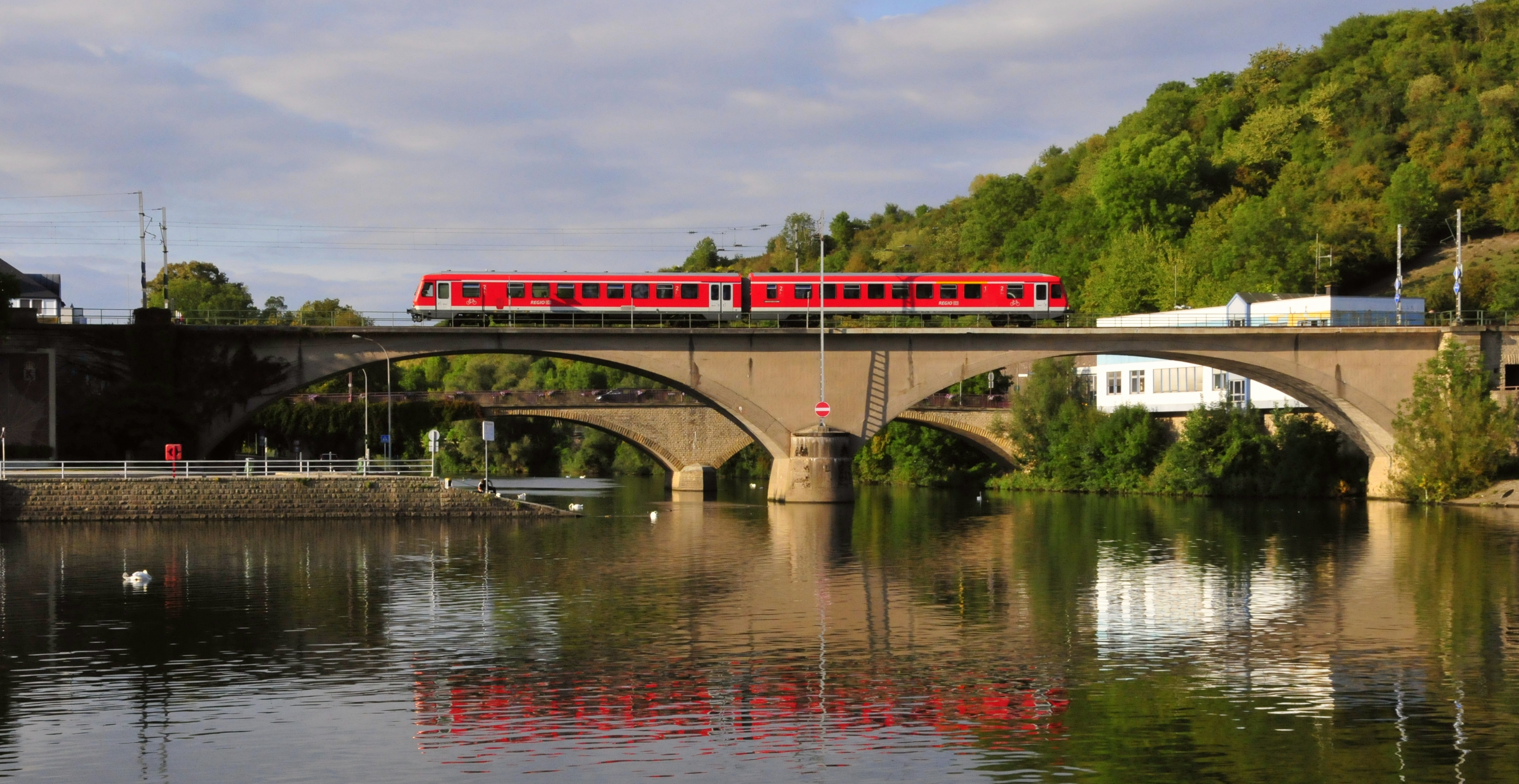
Monding van de Sûre en spoorbrug